# Архиепархия Дубьюка
Архиепархия Дубьюка (лат. Archidioecesis Dubuquensis) — архиепархия Римско-Католической церкви с центром в городе Дубьюк, США. В митрополию Дубьюка входят епархии Давенпорта, Де-Мойна, Су-Сити. Кафедральным собором архиепархии Дубьюка является Собор святого Рафаила.

## История

Герб архиепархии

28 июля 1837 года Римский папа Григорий XVI издал бреве «Universi Dominici Gregis», которой учредил епархию Дубьюка, выделив её из епархии Сент-Луиса.
19 июля 1850 года епархия Дубьюка передала часть своей территории новой епархии Сент-Пола (сегодня — Архиепархия Сент-Пола и Миннеаполиса). 14 июня 1881 года епархия Дубьюка передала часть своей территории новой епархии Давенпорта.
15 июня 1893 года епархия Дубьюка была возведена в ранг архиепархии.
15 января 1902 года архиепархия Дубьюка передала часть своей территории новой епархии Су-Сити.

## Ординарии епархии
- епископ Пьер-Жан-Матиас Лорас[англ.] (28.07.1837 — 19.02.1858)
- епископ Тимоти Клемент Смит[англ.] (20.02.1858 — 22.09.1865)
- архиепископ Джон Хеннесси[англ.] (24.04.1866 — 04.03.1900)
- архиепископ Джон Джозеф Кин[англ.]  (24.07.1900 — 28.04.1911)
- архиепископ Джеймс Джон Кин[англ.] (11.08.1911 — 02.08.1929)
- архиепископ Фрэнсис Джозеф Бекман[англ.] (17.01.1930 — 11.11.1946)
- архиепископ Генри Патрик Ролман[англ.] (11.09.1946 — 02.12.1954)
- архиепископ Лео Бинц[англ.] (02.12.1954 — 16.12.1961) — назначен архиепископом Сент-Пола
- архиепископ Джеймс Джозеф Бирн[англ.] (07.03.1962 — 23.08.1983)
- архиепископ Даниэль Уильям Кучера[англ.] (20.12.1983 — 16.10.1995)
- архиепископ Жером Джордж Ганус[англ.] (16.10.1995 — 08.04.2013)
- архиепископ Майкл Оуэн Джекелс[англ.] (08.04.2013 — 04.04.2023) 
  - епископ Ричард Эдмунд Пейтс[англ.] (04.04. — 20.07.2023 — апостольский администратор)
- архиепископ Томас Роберт Зинкула[англ.] (с 20.07.2023)

## Источник
- Annuario Pontificio, Libreria Editrice Vaticana, Città del Vaticano, 2003, ISBN 88-209-7422-3;
- Бреве Universi Dominici Gregis, Bullarium pontificium Sacrae congregationis de propaganda fide, т. V, Romae, 1841, стр. 162 Архивная копия от 20 мая 2011 на Wayback Machine  (лат.).